# Associazione Calcio Pavia 1994-1995
Questa voce raccoglie le informazioni riguardanti l'Associazione Calcio Pavia nelle competizioni ufficiali della stagione 1994-1995.

## Stagione
Nella stagione 1994-1995 il Pavia disputa il girone A del campionato di Serie C2, raccoglie 32 punti piazzandosi in sedicesima posizione, si salva vincendo il doppio confronto di playout contro l'Olbia. La società è ora presieduta da Walter Rampini, Gianni Bui è il direttore generale, Mario Torchio è l'amministratore delegato, mentre la panchina resta affidata a Carlo Garavaglia. Dal Livorno dell'ex presidente Claudio Achilli ritorna a Pavia Luca Campistri che risulta capocannoniere degli azzurri con 11 reti in campionato ed uno in Coppa Italia, suo il sigillo sulla salvezza, ottenuto nella gara di ritorno dei playout ad Olbia. Dopo una discreta partenza in campionato, il Pavia dal 13 novembre al 18 dicembre, è incappato in sei sconfitte di fila, che hanno fatto precipitare gli azzurri al terz'ultimo posto. La sconfitta di Saronno (3-1) del 4 dicembre risulta fatale a Garavaglia, sostituito da Massimo Morgia. Con una serie di otto risultati utili consecutivi, il Pavia sembrava avviato alla salvezza, ma le sconfitte di Novara e Valdagno, e quella interna (1-2) con il Varese, hanno costretto i pavesi al playout, fortunatamente vinto con l'Olbia. In Coppa Italia gli azzurri hanno eliminato il Leffe nel primo turno, il Lecco nel secondo turno, poi hanno lasciato la competizione nei sedicesimi di finale, superati nel doppio confronto dalla Pro Sesto.

## Rosa
| N. |                   | Ruolo | Calciatore           |
| -- | ----------------- | ----- | -------------------- |
|    | Italia (bandiera) | C     | Dario Acquali        |
|    | Italia (bandiera) | C     | Alessandro Amato     |
|    | Italia (bandiera) | A     | Fabio Angeretti      |
|    | Italia (bandiera) | C     | Simone Baldo         |
|    | Italia (bandiera) | A     | Roberto Barbieri     |
|    | Italia (bandiera) | C     | Roberto Beretta      |
|    | Italia (bandiera) | D     | Edoardo Brivio       |
|    | Italia (bandiera) | C     | Giuseppe Maria Butti |
|    | Italia (bandiera) | C     | Salvatore Calemme    |
|    | Italia (bandiera) | A     | Luca Campistri       |
|    | Italia (bandiera) | C     | Gianni Cuc           |
|    | Italia (bandiera) | A     | Domenico D'Antò      |

| N. |                   | Ruolo | Calciatore       |
| -- | ----------------- | ----- | ---------------- |
|    | Italia (bandiera) | D     | Danilo Del Monte |
|    | Italia (bandiera) | A     | Giuseppe Folli   |
|    | Italia (bandiera) | C     | Antonio Froio    |
|    | Italia (bandiera) | D     | Lorenzo Gusmini  |
|    | Italia (bandiera) | A     | Omar Lanzillotta |
|    | Italia (bandiera) | P     | Daniele Limonta  |
|    | Italia (bandiera) | A     | Pasquale Manna   |
|    | Italia (bandiera) | D     | Fabio Paolini    |
|    | Italia (bandiera) | A     | Paolo Pasini     |
|    | Italia (bandiera) | D     | Mauro Saltarelli |
|    | Italia (bandiera) | C     | Marco Steffani   |
|    | Italia (bandiera) | C     | Max Uberti       |

## Risultati

### Campionato

#### Girone di andata
| Vercelli 4 settembre 1994 1ª giornata | Pro Vercelli     | 0 – 0 | Pavia | Stadio Leonida Robbiano\| Arbitro: \| Paparesta (Bari) \| |
| Arbitro:                              | Paparesta (Bari) |       |       |                                                           |

| Arbitro: | Mulonia (Reggio Calabria) |

|                                    |           |           |
| Acquali 2’ Campistri 46’ Manna 69’ | Marcatori | 57’ Turri |

| Arbitro: | Alario (Civitavecchia) |

|                                    |           |              |
| Guida 22’ Lenta 41’ Mascheroni 53’ | Marcatori | 2’ Campistri |

| Arbitro: | Castellani (Verona) |

|                                                        |           |                     |
| Acquali 17’ D'Antò 26’ Calvio 32’ (aut.) Campistri 53’ | Marcatori | 65’ (rig.) Calamita |

| Arbitro: | Pititto (Vibo Valentia) |

|                        |           |               |
| Pau 21’ Trovalusci 90’ | Marcatori | 26’ Campistri |

| Arbitro: | Silvestrini (Macerata) |

|                       |           |                   |
| Pasini 65’ D'Antò 78’ | Marcatori | 88’ (rig.) Felice |

| Arbitro: | Esposito (Venezia) |

|              |           |  |
| Salamone 35’ | Marcatori |  |

| Arbitro: | Ingenito (Nocera Inferiore) |

|                                 |           |                            |
| Campistri 65’ D'Antò 83’ (rig.) | Marcatori | 19’ Borgobello 30’ Guatteo |

| Arbitro: | Biasutto (Vicenza) |

|                          |           |             |
| Modica 51’ Cavicchia 75’ | Marcatori | 42’ Acquali |

| Arbitro: | Borelli (Roma) |

|                    |           |                              |
| Campistri 31’, 40’ | Marcatori | 43’ Gardini 48’ F. Bresciani |

| Arbitro: | Di Gaspare (San Benedetto del Tronto) |

|           |           |  |
| Laghi 25’ | Marcatori |  |

| Arbitro: | Zaltron (Bassano del Grappa) |

|  |           |               |
|  | Marcatori | 90’ Tagliabue |

| Arbitro: | Manari (Teramo) |

|                 |           |  |
| Coti 33’ (rig.) | Marcatori |  |

| Arbitro: | Cossero (Udine) |

|                        |           |               |
| Taldo 5’, 16’ Asta 78’ | Marcatori | 27’ Campistri |

| Arbitro: | Casaluci (Lecce) |

|  |           |           |
|  | Marcatori | 86’ Sambo |

| Arbitro: | Carraro (Conselve) |

|              |           |  |
| Sonzogni 53’ | Marcatori |  |

| Arbitro: | Linfatici (Viareggio) |

|                     |           |           |
| Di Rocco 71’ (aut.) | Marcatori | 45’ Asara |

#### Girone di ritorno
| Arbitro: | Castellani (Verona) |

|           |           |  |
| Folli 88’ | Marcatori |  |

| Trento 22 gennaio 1995 19ª giornata | Trento             | 0 – 0 | Pavia | Stadio Briamasco\| Arbitro: \| Ayroldi (Molfetta) \| |
| Arbitro:                            | Ayroldi (Molfetta) |       |       |                                                      |

| Pavia 29 gennaio 1995 20ª giornata | Pavia                  | 0 – 0 | Aosta | Stadio Pietro Fortunati\| Arbitro: \| D'Agostini (Frosinone) \| |
| Arbitro:                           | D'Agostini (Frosinone) |       |       |                                                                 |

| Solbiate Arno 12 febbraio 1995 21ª giornata | Solbiatese        | 0 – 0 | Pavia | Stadio Felice Chinetti\| Arbitro: \| Capozzi (Vicenza) \| |
| Arbitro:                                    | Capozzi (Vicenza) |       |       |                                                           |

| Arbitro: | Silvestrini (Macerata) |

|              |           |  |
| Campistri 4’ | Marcatori |  |

| Cento 5 marzo 1995 23ª giornata | Centese       | 0 – 0 | Pavia | Stadio Loris Bulgarelli\| Arbitro: \| Ciulli (Roma) \| |
| Arbitro:                        | Ciulli (Roma) |       |       |                                                        |

| Arbitro: | Rossi (Ciampino) |

|                      |           |                         |
| Uberti 19’ Folli 31’ | Marcatori | 21’ Oldoni 42’ Salamone |

| Arbitro: | Strocchia (Nola) |

|           |           |  |
| Testa 20’ | Marcatori |  |

| Arbitro: | Buda (Pescara) |

|             |           |                         |
| Acquali 86’ | Marcatori | 30’ Bolis 35’ Criscuoli |

| Legnano 2 aprile 1995 27ª giornata | Legnano           | 0 – 0 | Pavia | Stadio Giovanni Mari\| Arbitro: \| Tullio (Avezzano) \| |
| Arbitro:                           | Tullio (Avezzano) |       |       |                                                         |

| Arbitro: | Gambino (Barletta) |

|                               |           |  |
| Lanzillotta 70’ Campistri 85’ | Marcatori |  |

| Arbitro: | Gabriele (Frosinone) |

|                                |           |  |
| Menegola 23’ Foschi 73’ (rig.) | Marcatori |  |

| Pavia 23 aprile 1995 30ª giornata | Pavia            | 0 – 0 | Cremapergo | Stadio Pietro Fortunati\| Arbitro: \| Pin (Conegliano) \| |
| Arbitro:                          | Pin (Conegliano) |       |            |                                                           |

| Pavia 30 aprile 1995 31ª giornata | Pavia                       | 0 – 0 | Saronno | Stadio Pietro Fortunati\| Arbitro: \| Ingenito (Nocera Inferiore) \| |
| Arbitro:                          | Ingenito (Nocera Inferiore) |       |         |                                                                      |

| Arbitro: | Sciamanna (Ascoli Piceno) |

|                                                 |           |  |
| Tamagnini 48’ Mantovani 59’ (rig.) Bosaglia 67’ | Marcatori |  |

| Pavia 14 maggio 1995 33ª giornata | Pavia                  | 0 – 0 | Lumezzane | Stadio Pietro Fortunati\| Arbitro: \| Perissinotto (Venezia) \| |
| Arbitro:                          | Perissinotto (Venezia) |       |           |                                                                 |

| Sassari 21 maggio 1995 34ª giornata | Torres            | 0 – 0 | Pavia | Stadio Acquedotto\| Arbitro: \| Capozzi (Vicenza) \| |
| Arbitro:                            | Capozzi (Vicenza) |       |       |                                                      |

### Playout
| Arbitro: | Pirrone (Messina) |

|                |           |  |
| Folli 16’, 64’ | Marcatori |  |

| Arbitro: | Alban (Bassano del Grappa) |

|           |           |               |
| Sanna 45’ | Marcatori | 57’ Campistri |

## Coppa Italia
| Arbitro: | Mariani (Perugia) |

|            |           |  |
| Brivio 85’ | Marcatori |  |

| Arbitro: | Pizzini (Verona) |

|                 |           |               |
| Arco 15’ (rig.) | Marcatori | 76’ Campistri |

| Arbitro: | Vendramin (Castelfranco Veneto) |

|                          |           |                |
| Manna 24’, 71’ Amato 69’ | Marcatori | 45’ Aldovrandi |

| Arbitro: | Pellegatta (Collegno) |

|                                           |           |                         |
| M. La Rosa 44’ Aldovrandi 54’ Maretti 74’ | Marcatori | 27’ Amato 52’ Angeretti |

| Arbitro: | Rigolon (Trento) |

|                         |           |  |
| Manna 71’ Angeretti 85’ | Marcatori |  |

| Sesto San Giovanni 8 dicembre 1994 Sedicesimi - ritorno | Pro Sesto            | 2 – 0 (2-0) a tavolino | Pavia | Stadio Ernesto Breda\| Arbitro: \| Calcagno (Nichelino) \| |
| Arbitro:                                                | Calcagno (Nichelino) |                        |       |                                                            |

| Arbitro: | Serena (Bassano del Grappa) |

|  |           |             |
|  | Marcatori | 88’ M. Sala |